# بيغ ناتي
سيو دونغ هيون (هانغل: 서동현; ولد 2 في يونيو 2004)، يعرف باسمه الفني بيغ ناتي (هانغل: 빅 나티 الانجليزية: BIG Naughty)، هو رابر كوري جنوبي. اصدر أول أغنية لها في 2019 التي تدعى "Where It All Started Remix"، أصدر بيغ ناتي في 2021 ألبومه المصغر الأول بعنوان "Bucket List" تحت شركته الحالية هاير ميوزك

## الديسكوغرافيا
| العنوان     | تفاصيل الالبوم                                       | تصنيف مخططات الموسيقى | المبيعات          |
| العنوان     | تفاصيل الالبوم                                       | في كوريا </br>        | المبيعات          |
| ----------- | ---------------------------------------------------- | --------------------- | ----------------- |
| Bucket List | - تاريخ الإصدار: 25 فبراير 2021 - الشركة: هاير ميوزك | 31                    | - في كوريا: 10615 |

| العنوان                                                                                  | السنة | تصنيف مخططات الموسيقى | الالبوم                       |
| العنوان                                                                                  | السنة | في كوريا              | الالبوم                       |
| العنوان                                                                                  | السنة | غاون                  | الالبوم                       |
| ---------------------------------------------------------------------------------------- | ----- | --------------------- | ----------------------------- |
| "Bada" (مع وودي قوتشايلد، تشوي إل بي، يانغ هونغ وون، تشيلين هومي) (بالتعاون مع غيري بوي) | 2019  | 48                    | Show Me the Money 8 Episode 2 |
| "Problems" (بالتعاون مع كوقي)                                                            | 2019  | 82                    | Show Me the Money 8 Episode 4 |
| " VVS (H1ghr Remix) " (مع pH-1، تريد إل، وودي قوتشايلد، جاي بارك، كيد كينغ)              | 2021  | -                     | G+Jus                         |
| "Girl at the Coffee Shop" (بالتعاون مع وونشتين)                                          | 2021  | -                     | <i id="mwdA">Bucket List</i>  |
| "Joker" (بالتعاون مع جايمي)                                                              | 2021  | -                     | <i id="mwdA">Bucket List</i>  |
| "Turn Up!" (بالتعاون M1NU، فينفل، سويرفي، لايون، لي يونغجي، ليل نيكه، دي ارك)            | 2021  | -                     | "Sike"!                       |
| "Home" (مع exy و raiden)                                                                 | 2021  | -                     | Idol: The Coup                |
| "Beyond Love" (بالتعاون مع 10 cm)                                                        | 2022  | 115                   | اغنية منفردة                  |

## الفيلموغرافيا

### التلفاز
| السنة | العنوان             | الدور  | المرجع. |
| ----- | ------------------- | ------ | ------- |
| 2019  | Show Me the Money 8 | متسابق | [ 6 ]   |

## الجوائز
| السنة | الجائزة                | الفئة                     | العمل المترشح                                                         | النتيجة | المرجع. |
| ----- | ---------------------- | ------------------------- | --------------------------------------------------------------------- | ------- | ------- |
| 2021  | جوائز الهيب هوب الكوري | أفضل اغنية اهيب هوب للعام | "The Purge" (مع جاي بارك، pH-1، سيك كي، تريد إل، هاون، وودي قوتشايلد) | ترشيح   |         |
| 2021  | جوائز الهيب هوب الكوري | أفضل فيديو موسيقي للعام   | "The Purge" (مع جاي بارك، pH-1، سيك كي، تريد إل، هاون، وودي قوتشايلد) | فوز     |         |